# Motor de cohete F-1
El motor de cohete F-1, desarrollado por Rocketdyne, es uno de los motores más potentes jamás construidos y fue el motor de impulso usado para poner en órbita el pesado módulo lunar del Saturno V, que permitió la llegada del hombre a la Luna durante el Programa Apolo. 
Un total de cinco motores F-1 se usaron en la primera etapa (despegue o lanzamiento), para poder proporcionar suficiente impulso a las siguientes fases del cohete. Se trata por tanto de un motor preparado para resistir la fricción termodinámica y el elevado rango térmico resultado de la necesidad de producir suficiente impulso constante de aceleración inicial para permitir propulsar con éxito en las siguientes fases de la operación del cohete una considerable cantidad de carga útil fuera de la influencia del campo gravitatorio terrestre.

## Características

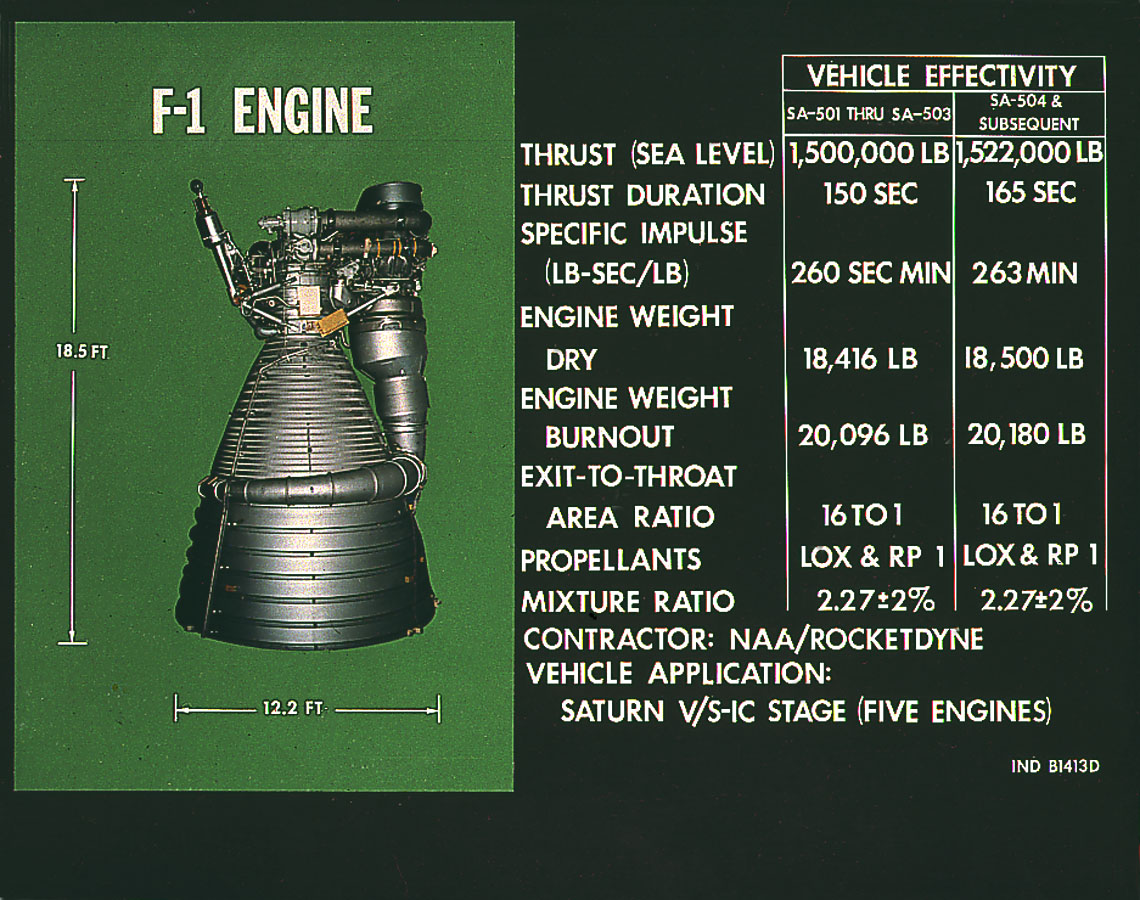

El F-1 usaba como propelente oxígeno líquido y keroseno, en un suministro lineal de aproximadamente 2+1 t/s, resultando en una fuerza cercana a los 7 MN (meganewtons) de empuje. En sus aproximadamente 2 minutos y medio de operatividad hasta el vaciado de los tanques de combustible, los 5 motores conjuntos permitían al Saturno V alcanzar una altura de más de 50 km y una velocidad final, antes del cambio de fase, cercana a los 9000 km/h, lo cual resulta en una aceleración media de casi 2 veces la de la gravedad y una máxima de 4, que combinado con la gravedad terrestre supone para una tripulación soportar un aumento de peso en sus cuerpos del 180% aproximadamente, convirtiendo una persona de 70 kg repentinamente, en un levantador de pesas con 130 kg encima de su cuerpo, durante el momento del despegue.

## Desarrollos posteriores del F-1
Hubo un F-1A, significativamente más potente (9,1 MN) que sería usado en misiones posteriores a la era Apolo. Sin embargo, no fructificaron en la práctica por el cierre de línea de producción del Saturno V.